# Marcin Jarosz
Marcin Maciej Jarosz (ur. 7 sierpnia 1980 we Wrocławiu) – polski siatkarz, grający na pozycji przyjmującego.
Piłkę siatkową zaczął uprawiać w wieku dziesięciu lat w Belgii. Jego pierwszym trenerem był Piter de Brune.
W swojej karierze zawodniczej reprezentował m.in. barwy następujących klubów: Gwardia Wrocław, GTPS Gorzów Wielkopolski, AZS Nysa, Apoel Nicosia (Cypr).
Z drużyną Gwardii Wrocław zajął 5. miejsce w Polskiej Lidze Siatkówki w sezonie 2001/2002.
W latach 1995–1999 grał w juniorskiej reprezentacji Polski.
Były zawodnik II-ligowej Avii Świdnik, obecnie trener.
Jest synem Macieja Jarosza, siatkarza, olimpijczyka (1980), bratem Jakuba Jarosza, wnukiem Zbigniewa Jarosza i Marii Jarosz, z d. Ronczewskiej.